# Rhinogobius

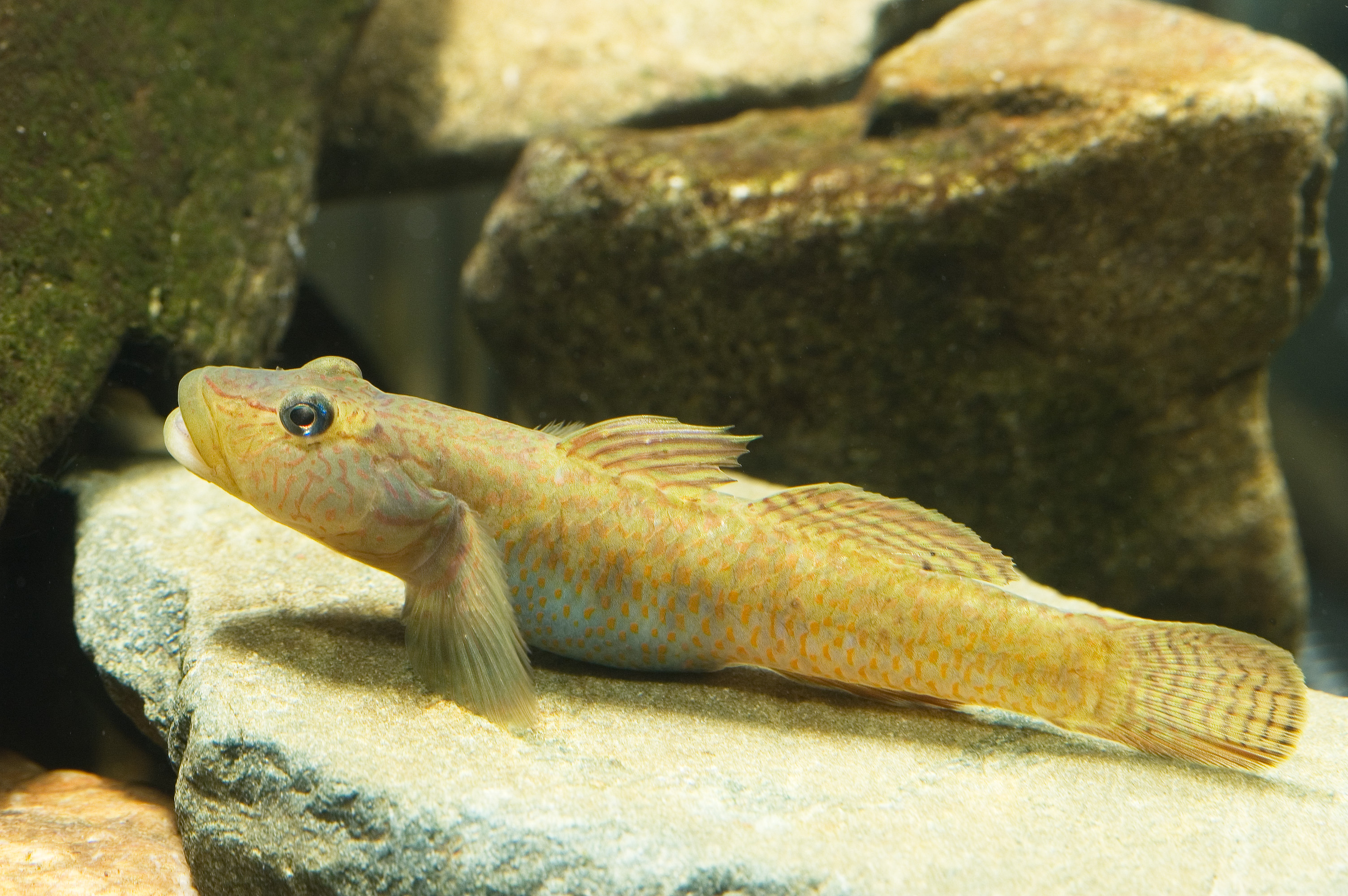
Rhinogobius sp. 'CB' from Hamamatsu, Shizuoka, Nhật Bản

Cá bống tê giác (Danh pháp khoa học: Rhinogobius) là một chi của họ cá Oxudercidae. Tên của loài này được ghép từ hai từ là Rhino có nghĩa là Tê giác và gobius có nghĩa là cá bống

## Các loài
Chi này hiện hành có các loài sau đây được ghi nhận:

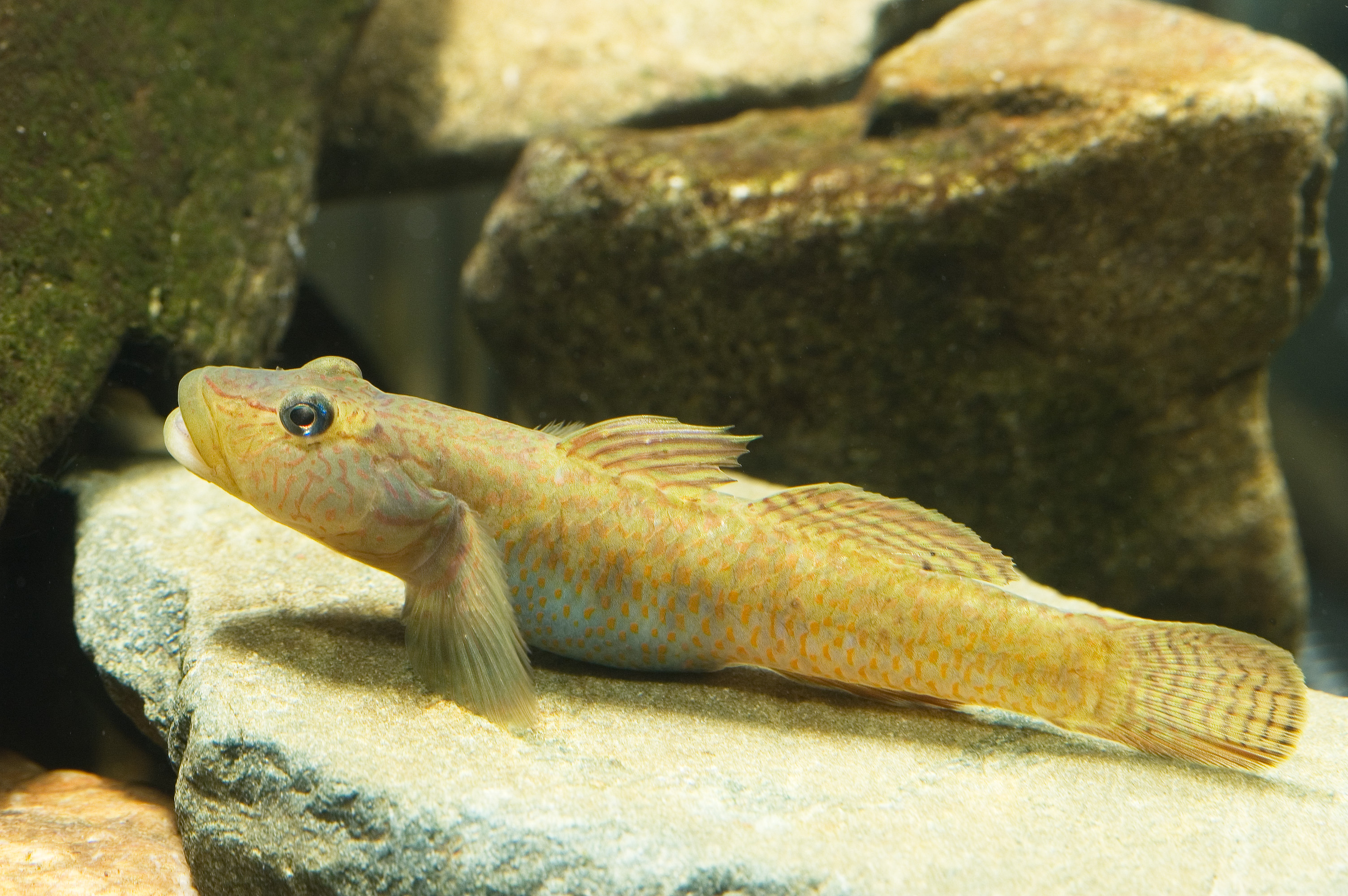
Rhinogobius sp. 'CB' from Hamamatsu, Shizuoka, Japan

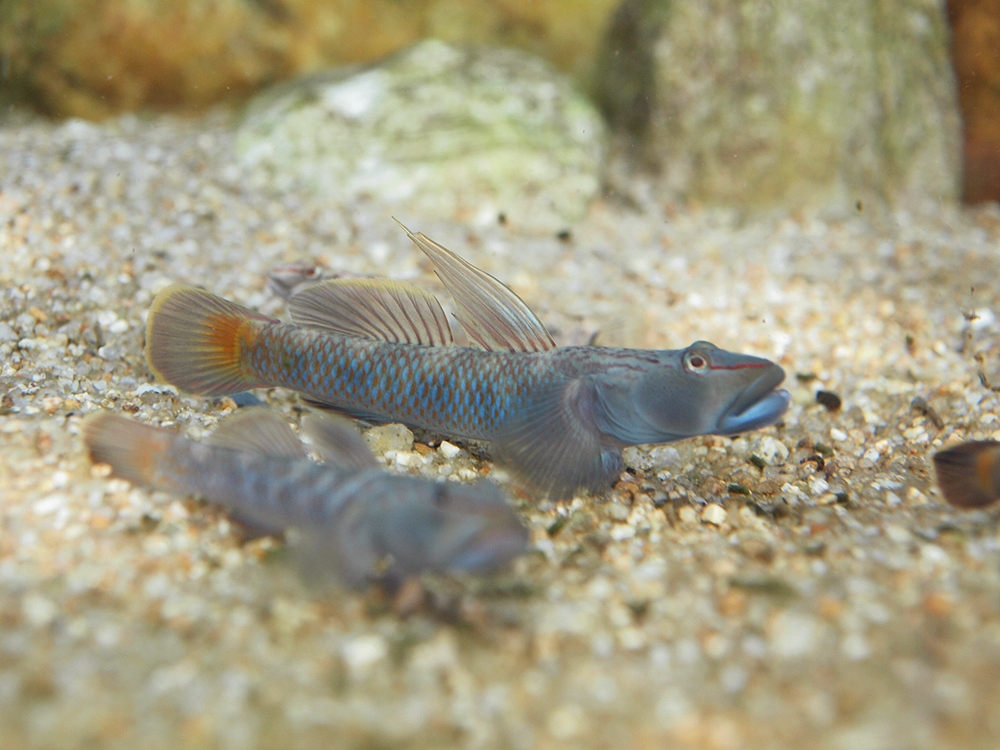
Rhinogobius brunneus, Korea

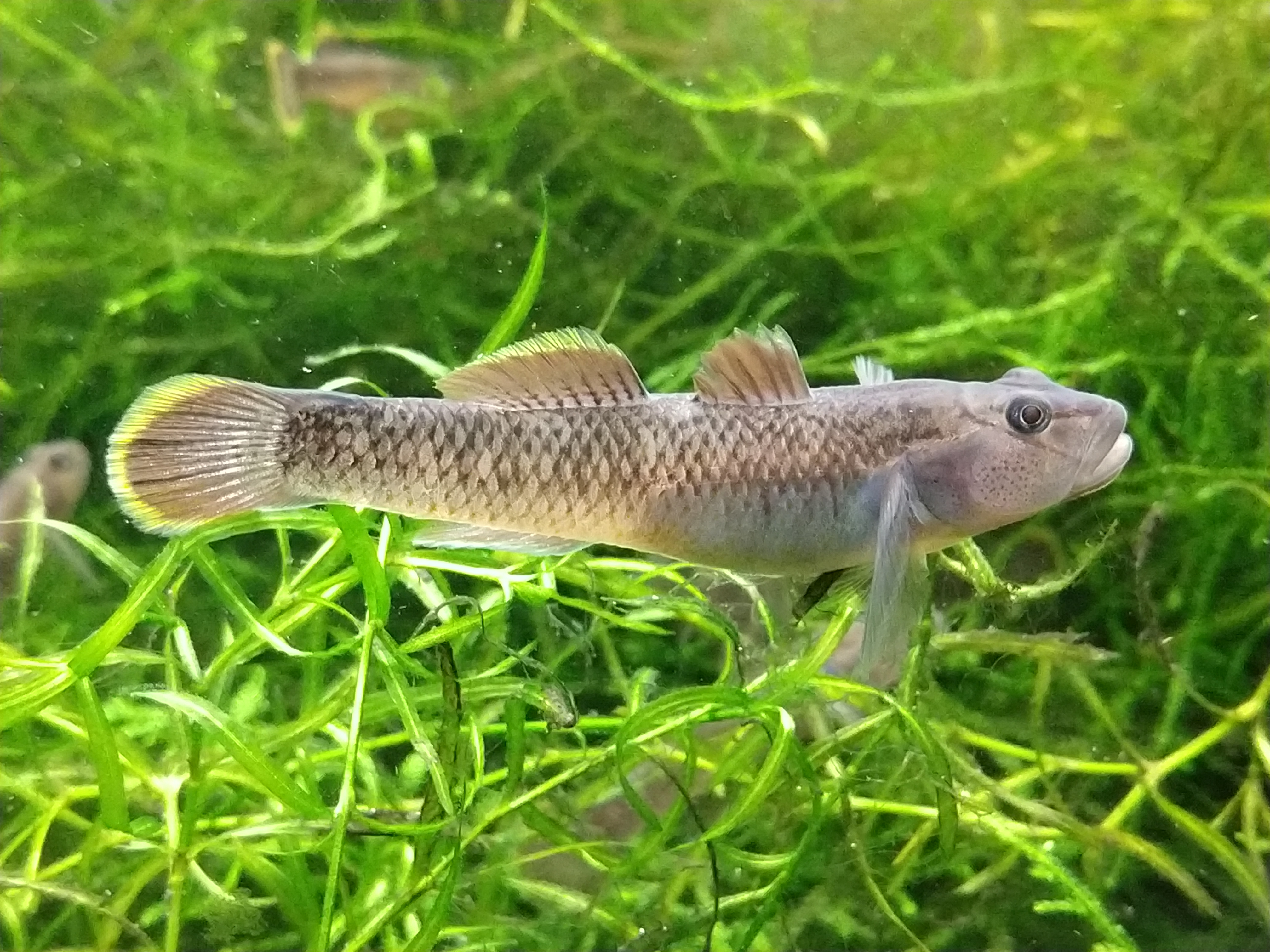
Rhinogobius delicatus, Taiwan

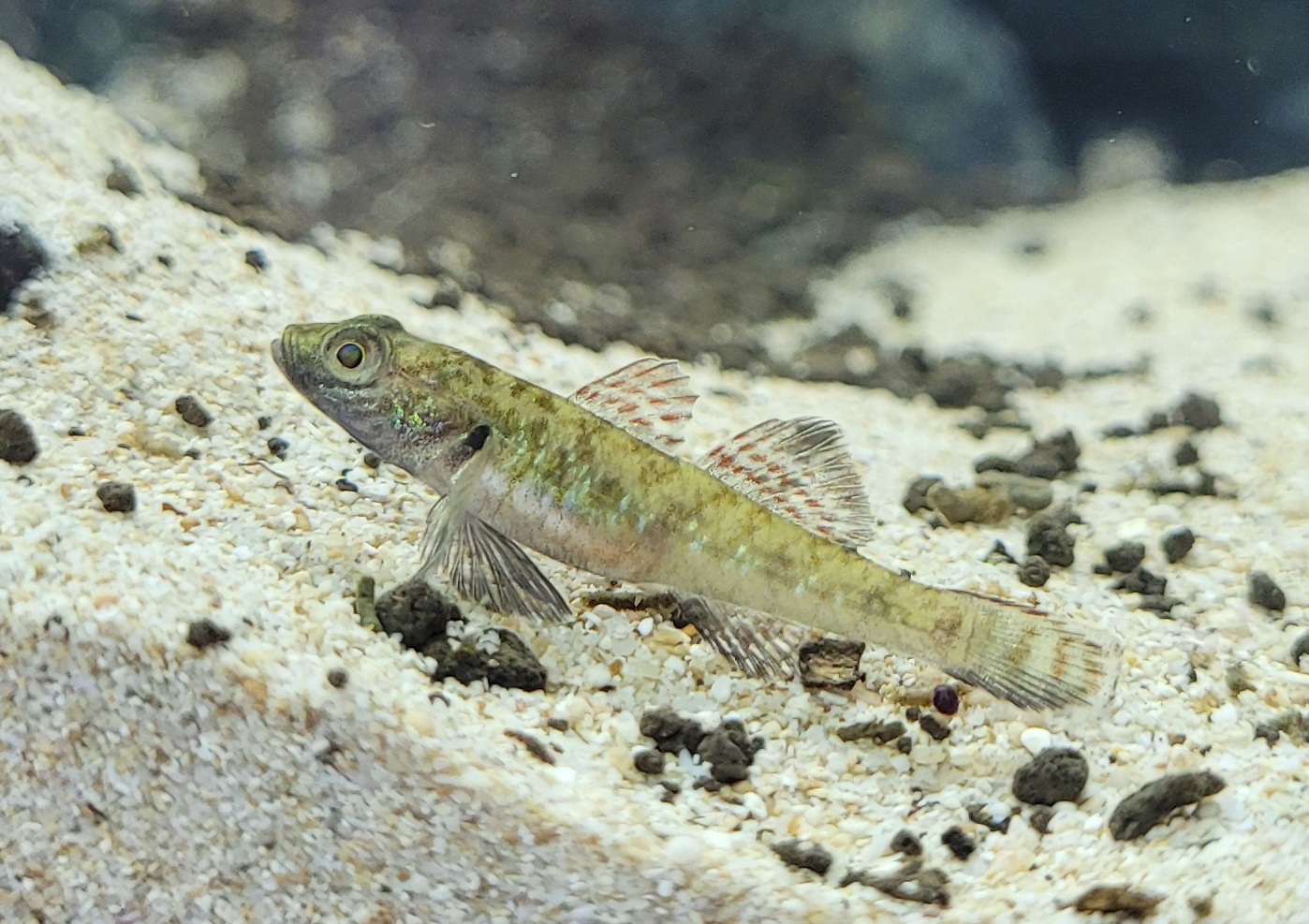
Rhinogobius sp. from Pulangi River, Mindanao, Philippines

- Rhinogobius albimaculatus I. S. Chen, Kottelat & P. J. Miller, 1999
- Rhinogobius aporus (J. S. Zhong & H. L. Wu, 1998)
- Rhinogobius biwaensis Takahashi & Okazaki, 2017
- Rhinogobius boa I. S. Chen & Kottelat, 2005
- Rhinogobius brunneus (Temminck & Schlegel, 1845) (Amur goby)
- Rhinogobius candidianus (Regan, 1908)
- Rhinogobius carpenteri Seale, 1910
- Rhinogobius changjiangensis I. S. Chen, P. J. Miller, H. L. Wu & L. S. Fang, 2002
- Rhinogobius changtinensis S. P. Huang & I. S. Chen, 2007
- Rhinogobius cheni (Nichols, 1931)
- Rhinogobius chiengmaiensis Fowler, 1934 (Chiangmai stream goby)
- Rhinogobius cliffordpopei (Nichols, 1925)
- Rhinogobius davidi (Sauvage & Dabry de Thiersant, 1874)
- Rhinogobius delicatus I. S. Chen & K. T. Shao, 1996
- Rhinogobius duospilus (Herre, 1935)
- Rhinogobius filamentosus (H. W. Wu, 1939)
- Rhinogobius flavoventris Herre, 1927
- Rhinogobius flumineus (Mizuno, 1960)
- Rhinogobius genanematus J. S. Zhong & C. S. Tzeng, 1998
- Rhinogobius gigas Aonuma & I. S. Chen, 1996
- Rhinogobius henchuenensis I. S. Chen & K. T. Shao, 1996
- Rhinogobius henryi (Herre, 1938)
- Rhinogobius honghensis I. S. Chen, J. X. Yang & Y. R. Chen, 1999
- Rhinogobius imfasciocaudatus V. H. Nguyễn & V. B. Vo, 2005
- Rhinogobius kurodai (Tanaka, 1908)
- Rhinogobius lanyuensis I. S. Chen, P. J. Miller & L. S. Fang, 1998
- Rhinogobius leavelli (Herre, 1935)
- Rhinogobius lentiginis (H. L. Wu & M. L. Zheng, 1985)
- Rhinogobius lindbergi L. S. Berg, 1933
- Rhinogobius lineatus I. S. Chen, Kottelat & P. J. Miller, 1999
- Rhinogobius linshuiensis I. S. Chen, P. J. Miller, H. L. Wu & L. S. Fang, 2002
- Rhinogobius longipinnis V. H. Nguyễn & V. B. Vo, 2005
- Rhinogobius longyanensis I. S. Chen, Y. H. Cheng & K. T. Shao, 2008
- Rhinogobius lungwoensis S. P. Huang & I. S. Chen, 2007
- Rhinogobius maculafasciatus I. S. Chen & K. T. Shao, 1996
- Rhinogobius maculagenys Q. Wu et al. 2018
- Rhinogobius maculicervix I. S. Chen & Kottelat, 2000
- Rhinogobius maxillivirgatus Xia, Wu & Li 2018[1]
- Rhinogobius mekongianus (Pellegrin & P. W. Fang, 1940)
- Rhinogobius milleri I. S. Chen & Kottelat, 2001
- Rhinogobius mizunoi T. Suzuki, K. Shibukawa & M. Aizawa, 2017
- Rhinogobius multimaculatus (H. L. Wu & M. L. Zheng, 1985)
- Rhinogobius nagoyae D. S. Jordan & Seale, 1906
  - R. n. formosanus Ōshima, 1919
  - R. n. nagoyae D. S. Jordan & Seale, 1906
- Rhinogobius nammaensis I. S. Chen & Kottelat, 2001
- Rhinogobius nandujiangensis I. S. Chen, P. J. Miller, H. L. Wu & L. S. Fang, 2002
- Rhinogobius nantaiensis Aonuma & I. S. Chen, 1996
- Rhinogobius niger S. P. Huang, I. S. Chen & K. T. Shao, 2016 [2]
- Rhinogobius ogasawaraensis T. Suzuki, I. S. Chen & Senou, 2011 [3]
- Rhinogobius parvus (W. Y. Luo, 1989)
- Rhinogobius perpusillus Seale, 1910
- Rhinogobius ponkouensis S. P. Huang & I. S. Chen, 2007
- Rhinogobius reticulatus F. Li, J. S. Zhong & H. L. Wu, 2007
- Rhinogobius rubrolineatus I. S. Chen & P. J. Miller, 2008
- Rhinogobius rubromaculatus S. C. Lee & J. T. Chang, 1996
- Rhinogobius sagittus I. S. Chen & P. J. Miller, 2008
- Rhinogobius sangenloensis I. S. Chen & P. J. Miller, 2013 [4]
- Rhinogobius similis T. N. Gill, 1859 [5]
- Rhinogobius sowerbyi Ginsburg, 1917
- Rhinogobius sulcatus I. S. Chen & Kottelat, 2005
- Rhinogobius szechuanensis (T. L. Tchang, 1939) [2]
- Rhinogobius taenigena I. S. Chen, Kottelat & P. J. Miller, 1999
- Rhinogobius telma (Suzuki, Kimura & Shibukawa, 2019)
- Rhinogobius tyoni (Suzuki, Kimura & Shibukawa, 2019)
- Rhinogobius variolatus I. S. Chen & Kottelat, 2005
- Rhinogobius vermiculatus I. S. Chen & Kottelat, 2001
- Rhinogobius virgigena I. S. Chen & Kottelat, 2005
- Rhinogobius wangchuangensis I. S. Chen, P. J. Miller, H. L. Wu & L. S. Fang, 2002
- Rhinogobius wangi I. S. Chen & L. S. Fang, 2006
- Rhinogobius wuyanlingensis J. Q. Yang, H. L. Wu & I. S. Chen, 2008
- Rhinogobius wuyiensis F. Li & J. S. Zhong, 2007
- Rhinogobius xianshuiensis I. S. Chen, H. L. Wu & K. T. Shao, 1999
- Rhinogobius yaima (Suzuki, Oseko, Kimura & Shibukawa, 2020)
- Rhinogobius yaoshanensis (W. Y. Luo, 1989)
- Rhinogobius yonezawai (Suzuki, Oseko, Kimura & Shibukawa, 2020)
- Rhinogobius zhoui F. Li & J. S. Zhong, 2009

In addition, there are four undescribed species in Japan awaiting further study:
- Rhinogobius sp. 'BB' "Blue Belly" Aobara-yoshinobori (Japanese)
- Rhinogobius sp. 'OM' Oumi-yoshinobori (Japanese)
- Rhinogobius sp. 'MO' "Mosaic" Aya-yoshinobori (Japanese)
- Rhinogobius sp. 'YB' "Yellow Belly" – Kibara-yoshinobori (Japanese)